# Vít Král
Vít Král ( API: vi:t kra:l) est un boxeur tchèque né le 22 mars 1992 à Brno, douze fois champion de République tchèque dans différentes catégories d'âge, et entraîneur de boxe.

## Vie
Vít Král est originaire de Brno. Il a fréquenté le Sportovní gymnázium Ludvíka Daňka. Dans son enfance, il a d'abord pratiqué le football. Il pratique la boxe anglaise depuis l'âge de dix ans. Son entraîneur était son père, Vít Král senior, ancien champion de Tchécoslovaquie. Il a pu boxer grâce à une dérogation de la fédération lors du championnat tchèque senior où il a combattu pour la première fois à l'âge de quinze ans, mais a été battu aux points dans la catégorie des 57 kg. Cependant, le développement de sa carrière a été limité par une blessure au poignet droit (fracture de l'os scaphoïde) et une luxation de l'épaule. Il a subi trois opérations en raison de ces blessures. Après sa convalescence, il a fait son retour en remportant le titre de champion de la République tchèque en 2012. Il a également boxé en Extraliga tchèque pour le club de boxe DTJ Prostějov, et Rohovník Armex Děčín. Après avoir mis fin à sa carrière de boxeur, il se consacre à l'entraînement et travaille avec de jeunes boxeurs. Il est entraîneur au club Kometa Box Brno. Parmi ses protégés figure Jindřich Janečka.

## Carrière sportive
- 2005
  - Champion de la République tchèque, cadets, catégorie 48 kg[5].
  - Champion de la République tchèque, juniors, catégorie 48 kg, victoire par RSC (victoire par arrêt de l'arbitre)[9].

- 2006
  - Champion de la République tchèque, cadets, catégorie 50 kg, victoire par RSC[10].
  - Champion de la République tchèque, juniors, catégorie 51 kg, victoire par RSC[11].
- 2007
  - Champion de la République tchèque, cadets, catégorie 57 kg, victoire aux points[12].
  - Champion de la République tchèque, juniors, catégorie 60 kg, victoire par RSC[13].
- 2008
  - Champion de la République tchèque, cadets, catégorie 63 kg, victoire par RSC[14].
  - Champion de la République tchèque, juniors, catégorie 60 kg, victoire par WO (victoire sans combat)[15].
  - Deuxième place au championnat de la République tchèque, hommes, catégorie 69 kg, défaite aux points en finale[16].
- 2009
  - Champion de la République tchèque, juniors, catégorie 69 kg, victoire par RSC[17].
  - Champion de la République tchèque, hommes, catégorie 69 kg, victoire aux points[18].
  - Vainqueur du tournoi international des juniors à Mostar, catégorie 69 kg, victoire par abandon de l'adversaire[19].
- 2012
  - Champion de la République tchèque, hommes, catégorie 75 kg, victoire aux points[6].
- 2014
  - Champion de la République tchèque, hommes, catégorie 75 kg, victoire aux points[20].
- 2015
  - Participant aux Jeux européens de Bakou 2015 après une nomination par le Comité olympique tchèque[21].